# Spring Valley (Wisconsin)
Spring Valley – wieś w Stanach Zjednoczonych, w stanie Wisconsin, w hrabstwie Pierce.